# Jan Bouws
Jan Bouws (* 28. Juli 1902 in Purmerend; † 26. Januar 1978 in Parow, Kapstadt) war ein südafrikanischer Musikwissenschaftler niederländischer Herkunft. Jan Bouws leistete einen bedeutenden Beitrag zur Dokumentation und Aufnahme der indigenen Volksmusik Südafrikas.

## Leben und Werk
Jan Bouws wurde am 28. Juli 1902 in Purmerend in den Niederlanden geboren. Er studierte in Amsterdam bei Karel Philippus Bernet Kempers (1897–1974) Musikwissenschaft.
Zunächst unterrichtete er an der Watergraafsmeerse Schoolvereniging im Osten von Amsterdam Musik und leitete dort einen Kinderchor. Er war mit Juliana van Heijningen verheiratet, einer Schriftstellerin und Forscherin, die an Enzyklopädien arbeitete. Das Paar hatte zwei Söhne. Bouws schrieb zu dieser Zeit Beiträge zum Südafrika-Programm der Niederländischen Rundfunkgesellschaft und lernte so die südafrikanische Musikkultur kennen.
1960 wanderte Jan Bouws mit seiner Frau nach Südafrika aus. Er wurde Dozent am Institut für Volksmusik der Universität Stellenbosch. 1965 promovierte er an dieser Universität mit der Arbeit Die musieklewe van Kaapstad, 1800–1850, en sy verhouding tot die musiekkultuur van Wes-Europa („Das Musikleben von Kapstadt, 1800–1850, und seine Beziehung zur Musikkultur Westeuropas“, gedruckt, Kapstadt 1966) und lehrte dort bis 1972. Er aktualisierte oder verfasste zahlreiche Lexikonartikel zur südafrikanischen Musik unter anderem in der South African Music Encyclopaedia, in der ersten Auflage der Musik in Geschichte und Gegenwart und in der Standard Encyclopaedia of Southern Africa. Seine zahlreichen Publikationen, besonders über die südafrikanische Musikgeschichte, erschienen ab 1931 in Musikzeitschriften sowohl in Südafrika als auch in Europa (Holland, Belgien, Schweiz, Deutschland, Dänemark und Ungarn).
Jan Bouws profilierte sich auch als Komponist, indem er Gedichte in Afrikaans musikalisch arrangierte. Das bekannteste davon ist Op my ou ramkietjie. Die Worte dieses Liedes stammen von dem südafrikanischen Schriftsteller C. Louis Leipoldt. Sie wurden in der Vertonung Jan Bouws’ zu einem bekannten Volkslied der Afrikaans-Kultur.

## Schriften
- Musiek in Suid-Afrika (Brügge 1946)
- Suid-Afrikaanse komponiste van vandag en gister (Kapstadt 1957)
- Die Afrikaanse volkslied (Johannesburg 1958)
- Woord en wys van die Afrikaanse lied (Kapstadt 1962)